# Klozapin
Klozapin (Klozaril, Azaleptin, Leponeks, Fazaklo, Froidir, Denzapin, Zaponeks, Klozapol, Klopin) je antipsihotik koji se koristi za lečenje šizofrenije. Poznato je da se primenjuje i za lečenje manično-depresivne psihoze, mada za tu indikaciju nije odobren.
Klozapin je bio prvi atipični antipsihotik. On je prvo uveden u Evropi 1971, ali je bio dobrovoljno povučen sa tržišta 1975, nakon što je pokazano da uzrokuje agranulocitozu, oboljenje koje je karakterisano opasnim smanjenjem broja belih krvnih zrnaca, što može da ima smrtni ishod. Nakon što je pokazano da je efektivniji od drugih antipsihotika u lečenju šizofrenije, FDA je 1989. odobrila upotrebu klozapina za lečenje te bolesti u slučajevima kad postoji rezistencija na druge lekove. FDA zahteva testiranje krvi kod pacijenata na klozapinu. Takođe se zahteva da pakovanja klozapina budu obeležena upozorenjem za moguću pojavu agranulocitoze, epileptičkih napada, miokarditisa, drugih nepoželjnih kardiovaskularnih i respiratornih efekata, kao i da dovodi do povišenja mortaliteta kod starijih pacijenata sa psihozom vezanom za demenciju.
Klozapin se obično koristi kao lek zadnjeg izbora kod pacijenata koji ne odgovaraju na druge antipsihotičke tretmane zbog mogućeg uzrokovanja agranulocitoze i zbog troškova testiranja krvi, mada je on jedan od veoma efektivnih antipsihotika. Pacijenti se prate na nedeljnoj bazi tokom prvih šest meseci. Ako ne dolazi do pojave umanjenja broja belih krvnih zrnaca, pacijent se može testirati svake dve nedelje tokom narednih šest meseci. Nakon toga, pacijent može da pređe na testiranje svake četvrte nedelje. Klozapin ima brojne ozbiljne nuspojave, među kojima su agranulocitoza, iritacija creva, epileptički napadi, miokarditis, i dijabetes. Osim toga, on često uzrokuje hipersalivaciju i uvećanje telesne težine.

## Hemija
Klozapin je dibenzodiazepin. On je strukturno srodan sa loksapinom. Klozapin je u maloj meri rastvoran u vodi, rastvoran je u acetonu, i veoma rastvoran u hloroformu. Njegova rastvorljivost u vodi je 188,9  (25 ). Jedan od mogućih sintetičkih puteva je:

## Literatura
- Benkert, Hippius: Kompendium der Psychiatrischen Pharmakotherapie (German), 4th. ed., Springer Verlag
- B. Bandelow, S. Bleich, and S. Kropp: Handbuch Psychopharmaka (German), 2nd. ed. Hogrefe
- Crilly, John (2007). „The history of clozapine and its emergence in the US market”. History of Psychiatry. 18 (1): 39—60. PMID 17580753. doi:10.1177/0957154X07070335.

## Spoljašnje veze
- Klozaril
- „Klozapin”. Архивирано на веб-сајту  (14. април 2014)
- Uputstva za upotrebu

|  | Molimo Vas, obratite pažnju na važno upozorenje u vezi sa temama iz oblasti medicine (zdravlja). |